# 卡图拉马
卡图拉马是巴西巴伊亚州的一个市镇。总面积646.08平方公里，总人口8545人，人口密度13.2人/平方公里。